# Alyssum djurdjurae
Alyssum djurdjurae là một loài thực vật có hoa trong họ Cải. Loài này được Chodat mô tả khoa học đầu tiên năm 1889.